# Anton Filtz
Johann Anton Filtz, o Antonín Fils, Johann Anton Fils, Anton Fils (Eichstätt, 22 settembre 1733 – Mannheim, 14 marzo 1760), è stato un compositore tedesco.
Benché nel 1753 Marpurg dicesse che Filtz era bavarese, si è a lungo pensato che il compositore fosse di origine boema (es. Racek 1956); le sue effettive origini vennero scoperte negli anni '60 del secolo scorso (Wolf 2001). Filtz studiò legge e teologia all'Università di Ingolstadt, e nel 1754 entrò a far parte della Mannheimer Hofkapelle come violoncellista (Wolf 2001). All'epoca l'orchestra di Mannheim era diretta da Johann Stamitz (Würtz & Wolf 2001). Nel 1757 Filtz sposò Elizabeth Range.
Anche se morì a soli 26 anni, Filtz lasciò un vasto corpus di composizioni, tra cui almeno trentaquattro sinfonie (Wolf 2001) che scrisse per la Mannheimer Hofkapelle, e una trentina di concerti, principalmente per violoncello e flauto, metà soltanto dei quali ci sono pervenuti (Wolf 2001). Il poeta tedesco Chiristan Friedrich Daniel Schubart disse che era "il più grande compositore di sinfonie mai vissuto". La sua morte prematura ha dato luogo ad alcune leggende, la più bizzarra delle quali è che sia morto per aver mangiato ragni vivi.
La sua musica è stata in gran parte dimenticata ed è stata riscoperta solo recentemente grazie alla Camerata Bern, che ha pubblicato un doppio CD sui compositori della Scuola di Mannheim, e soprattutto grazie all'Orfeo Barockorchester, diretta da Michi Gaigg, che ha inciso un intero disco di sinfonie composte tra il 1760 e il 1762.